# Muñani (distrito)
Muñani é um distrito do Peru, departamento de Puno, localizada na província de Azángaro.

## Transporte
O distrito de Muñani é servido pela seguinte rodovia:
- PU-112, que liga a cidade de Putina  ao distrito
- PU-111, que liga a cidade de Cuyocuyo  ao distrito de Azángaro[1][2][3]